# John Andrew Stevenson
Pour les articles homonymes, voir Stevenson.
John Andrew Stevenson, né en 1761 à Dublin – mort le 14 septembre 1833 à Kells, est un compositeur irlandais. Il est surtout connu pour ses arrangements pour piano des Irish Melodies avec le poète Thomas Moore.
Il a également écrit un certain nombre de morceaux à l'intention du célèbre ténor anglais John Spray, dont le populaire Faithless Emma.